# Крістерс Гудлевскіс
Крістерс Гудлевскіс (латис. Kristers Gudļevskis; нар. 31 липня 1992, Айзкраукле) — латвійський хокеїст, воротар клубу ДХЛ «Фіштаун Пінгвінс». Гравець збірної команди Латвії.

## Ігрова кар'єра
Хокейну кар'єру розпочав на батьківщині 2009 року виступами за команду «Огре». З сезону 2010–11 по 2012–13 захищав кольори клубу «Рига» в МХЛ.
2013 року був обраний на драфті НХЛ під 124-м загальним номером командою «Тампа-Бей Лайтнінг».
Провівши лиша дві гри за «Динамо» (Рига) відправився до Північної Америки, де уклав трирічний контракт з «Тампа-Бей Лайтнінг». Не закріпившись в основному складі «блискавок» Крістерс продовжив грати за команди «Флорида Еверблейдс» (ХЛСУ) та «Сірак'юс Кранч» (АХЛ).
31 січня 2014 через травми голкіперів «блискавок», зокрема Бена Бішопа Гудлевскіса викликали до «Тампа-Бей». 11 квітня 2014 він дебютував у переможному матчі 3–2 проти «Колумбус Блю-Джекетс», 18 квітня Крістерс дебютував і в плей-оф у другій грі першого раунду проти «Монреаль Канадієнс».
10 червня 2015 року в фіналі Кубка Стенлі латиш став резервним воротарем Андрія Василевського.
24 жовтня 2015 року Гудлевскіс відіграв свій другий матч проти «Чикаго Блекгокс» відбивши 31 кидок але команда зазнала поразки в овертаймі пропустивши гол від Джонатана Тейвза.
2 липня 2016, «Тампа-Бей Лайтнінг» та голкіпер уклали однорічний контракт але відіграв він сезон за «Сірак'юс Кранч» (АХЛ) встановивши декілька особистих рекордів.
1 липня 2017, латиша обміняли до клубу «Нью-Йорк Айлендерс» але і тут він захищав кольори фарм-клубу «Бріджпорт Саунд Тайгерс».
Влітку 2018 Крістерс повернувся до клубу «Динамо» (Рига), де провів два сезони. 2 грудня 2019 уклав контракт з клубом ДХЛ «Фіштаун Пінгвінс».
8 жовтня 2020 року Гудлевскіс підписав однорічний контракт з австрійським клубом «Філлах».
6 лютого 2021 року перейшов до команди «Слован» (Братислава).
1 січня 2022 року латвійський голкіпер перейшов до шведського клубу «Брюнес». У анступному сезоні продовжив виступати у Швеції але тепер за команду МОДО.
16 травня 2023 року Крістерс підписав дворічну угоду з німецьким клубом «Фіштаун Пінгвінс».

## На рівні збірних
Був гравцем юніорської збірної Латвії та молодіжної збірної Латвії. 
У складі національної збірної Латвії виступав на чемпіонаті світу 2013 та зимових Олімпійських іграх 2014.

## Нагороди та досягнення
- Гравець року в ДХЛ — 2024, 2025.[20][21]

## Статистика

### Клубні виступи
| Сезон        | Клуб                      | Ліга         | Регулярний сезон | Регулярний сезон | Регулярний сезон | Регулярний сезон | Регулярний сезон | Регулярний сезон | Регулярний сезон | Регулярний сезон | Регулярний сезон | Плей-оф | Плей-оф | Плей-оф | Плей-оф | Плей-оф | Плей-оф | Плей-оф | Плей-оф |
| Сезон        | Клуб                      | Ліга         | І                | В                | П                | Н/OT             | Хв               | ПГ               | ІБГ              | ПГГ              | %ВК              | І       | В       | П       | Хв      | ПГ      | ІБГ     | ПГA     | %ВК     |
| ------------ | ------------------------- | ------------ | ---------------- | ---------------- | ---------------- | ---------------- | ---------------- | ---------------- | ---------------- | ---------------- | ---------------- | ------- | ------- | ------- | ------- | ------- | ------- | ------- | ------- |
| 2009–10      | «Огре»                    | ЛХЛ          | 9                | —                | —                | —                | —                | —                | —                | 6.12             | —                | —       | —       | —       | —       | —       | —       | —       | —       |
| 2010–11      | ХК «Рига»                 | МХЛ          | 49               | 26               | 16               | 2                | 2760             | 101              | 7                | 2.20             | .920             | 3       | 0       | 3       | 187     | 13      | 0       | 4.16    | .862    |
| 2011–12      | ХК «Рига»                 | МХЛ          | 40               | 16               | 16               | 5                | 2285             | 91               | 1                | 2.39             | .918             | 4       | 1       | 3       | 257     | 15      | 0       | 3.50    | .896    |
| 2012–13      | ХК «Рига»                 | МХЛ          | 56               | 27               | 18               | 11               | 3190             | 111              | 3                | 2.09             | .927             | 3       | 0       | 3       | 153     | 19      | 0       | 7.42    | .747    |
| 2012–13      | «Динамо» (Рига)           | КХЛ          | 2                | 1                | 1                | 0                | 82               | 3                | 0                | 2.18             | .921             | —       | —       | —       | —       | —       | —       | —       | —       |
| 2013–14      | «Флорида Еверблейдс»      | ХЛСУ         | 11               | 7                | 4                | 0                | 656              | 20               | 2                | 1.83             | .925             | —       | —       | —       | —       | —       | —       | —       | —       |
| 2013–14      | «Сірак'юс Кранч»          | АХЛ          | 34               | 18               | 11               | 4                | 1901             | 85               | 5                | 2.68             | .901             | —       | —       | —       | —       | —       | —       | —       | —       |
| 2013–14      | «Тампа-Бей Лайтнінг»      | НХЛ          | 1                | 1                | 0                | 0                | 60               | 2                | 0                | 2.00             | .947             | 2       | 0       | 1       | 40      | 2       | 0       | 3.00    | .900    |
| 2014–15      | «Сірак'юс Кранч»          | АХЛ          | 42               | 24               | 12               | 3                | 2429             | 109              | 2                | 2.69             | .905             | 3       | 0       | 3       | 145     | 12      | 0       | 4.96    | .833    |
| 2015–16      | «Сірак'юс Кранч»          | АХЛ          | 41               | 16               | 12               | 2                | 2332             | 110              | 1                | 2.83             | .907             | —       | —       | —       | —       | —       | —       | —       | —       |
| 2015–16      | «Тампа-Бей Лайтнінг»      | НХЛ          | 1                | 0                | 0                | 1                | 60               | 1                | 0                | 1.00             | .969             | —       | —       | —       | —       | —       | —       | —       | —       |
| 2016–17      | «Сірак'юс Кранч»          | АХЛ          | 37               | 15               | 10               | 4                | 1947             | 86               | 0                | 2.65             | .897             | 1       | 0       | 0       | 38      | 0       | 0       | 0.00    | 1.000   |
| 2016–17      | «Тампа-Бей Лайтнінг»      | НХЛ          | 1                | 0                | 0                | 0                | 12               | 0                | 0                | 0.00             | 1.00             | —       | —       | —       | —       | —       | —       | —       | —       |
| 2017–18      | «Бріджпорт Саунд Тайгерс» | АХЛ          | 37               | 12               | 16               | 5                | 2037             | 96               | 3                | 2.83             | .897             | —       | —       | —       | —       | —       | —       | —       | —       |
| 2018–19      | «Динамо» (Рига)           | КХЛ          | 31               | 9                | 17               | 4                | 1669             | 66               | 2                | 2.37             | .910             | —       | —       | —       | —       | —       | —       | —       | —       |
| 2019–20      | «Динамо» (Рига)           | КХЛ          | 9                | 3                | 6                | 0                | 504              | 29               | 1                | 3.45             | .863             | —       | —       | —       | —       | —       | —       | —       | —       |
| 2019–20      | «Фіштаун Пінгвінс»        | ДХЛ          | 25               | 16               | 9                | 0                | 1,517            | 67               | 0                | 2.65             | .904             | —       | —       | —       | —       | —       | —       | —       | —       |
| 2020–21      | «Філлах»                  | Австрія      | 27               | 9                | 13               | 3                | 1,544            | 72               | 0                | 2.80             | .913             | —       | —       | —       | —       | —       | —       | —       | —       |
| 2020–21      | «Слован» (Братислава)     | СЕ           | 7                | —                | —                | —                | 420              | 18               | 0                | 2.57             | .914             | 4       | —       | —       | —       | —       | —       | 13.99   | .756    |
| 2021–22      | «Слован» (Братислава)     | СЕ           | 17               | 12               | 4                | 1                | 928              | 39               | 0                | 2.52             | .909             | —       | —       | —       | —       | —       | —       | —       | —       |
| 2021–22      | «Брюнес»                  | ШХЛ          | 5                | 1                | 2                | 0                | 180              | 6                | 0                | 2.00             | .921             | 1       | 0       | 0       | 17      | 3       | 0       | 10.62   | .727    |
| 2022–23      | МОДО                      | Аллсв.       | 39               | 27               | 11               | 0                | 2,366            | 74               | 5                | 1.88             | .920             | 15      | 11      | 4       | 946     | 33      | 3       | 2.09    | .918    |
| 2023–24      | «Фіштаун Пінгвінс»        | ДХЛ          | 45               | 31               | 14               | 0                | 2,665            | 93               | 2                | 2.09             | .914             | 14      | 9       | 5       |         |         | 2       | 2.16    | .921    |
| 2024–25      | «Фіштаун Пінгвінс»        | ДХЛ          | 28               | 18               | 10               | 0                | 1,694            | 54               | 5                | 1.91             | .930             | 6       | 2       | 4       | 355     | 18      | 0       | 3.04    | .892    |
| Усього в КХЛ | Усього в КХЛ              | Усього в КХЛ | 42               | 13               | 24               | 4                | 2,255            | 98               | 3                | 2.61             | .901             | 14      | 9       | 5       | —       | —       | 2       | 2.16    | .921    |
| Усього в НХЛ | Усього в НХЛ              | Усього в НХЛ | 3                | 1                | 0                | 1                | 132              | 3                | 0                | 1.37             | .959             | 2       | 0       | 1       | 40      | 2       | 0       | 3.00    | .900    |

### Збірна
| Рік                | Команда            | Турнір             | Місце              | І  | В | П | OT | Хв  | ПГ | ІБГ | ПГГ  | %ВК  |
| ------------------ | ------------------ | ------------------ | ------------------ | -- | - | - | -- | --- | -- | --- | ---- | ---- |
| 2010               | Латвія             | ЮЧС18              | 9-е                | 6  | 0 | 4 | 0  | 339 | 29 | 0   | 5.13 | .856 |
| 2011               | Латвія             | МЧС-D1             | 11-е               | 1  | 1 | 0 | 0  | 60  | 1  | 0   | 1.00 | .941 |
| 2012               | Латвія             | МЧС                | 9-е                | 5  | 1 | 4 | 0  | 279 | 24 | 0   | 5.15 | .865 |
| 2013               | Латвія             | ЧС                 | 11-е               | 4  | 2 | 2 | 0  | 243 | 9  | 0   | 2.22 | .925 |
| 2014               | Латвія             | ОІ                 | 8-е                | 2  | 0 | 2 | 0  | 119 | 7  | 0   | 3.50 | .919 |
| 2016               | Латвія             | Кваліф.            | Не пройшли         | 2  | 1 | 0 | 0  | 88  | 3  | 0   | 2.04 | .923 |
| 2018               | Латвія             | ЧС                 | 8-е                | 2  | 0 | 1 | 1  | 121 | 10 | 0   | 4.97 | .839 |
| 2019               | Латвія             | ЧС                 | 10-е               | 4  | 2 | 1 | 0  | 179 | 6  | 1   | 2.01 | .909 |
| 2023               | Латвія             | ЧС                 | 3                  | —  | — | — | —  | —   | —  | —   | —    | —    |
| 2024               | Латвія             | ЧС                 | 9-е                | 4  | 2 | 2 | 0  | 207 | 11 | 0   | 3.19 | .906 |
| Національна збірна | Національна збірна | Національна збірна | Національна збірна | 14 | 5 | 6 | 1  | 750 | 35 | 0   | 2.80 | .917 |